# Palyas leprosa
Palyas leprosa är en fjärilsart som beskrevs av Claude Herbulot 1988. Palyas leprosa ingår i släktet Palyas och familjen mätare. Inga underarter finns listade i Catalogue of Life.